# اگزوسه
اگزوسه (به فرانسوی: Exocet) موشک ضدکشتی فرانسوی است که تولید آن از اواسط دهه ۱۹۷۰ آغاز شده و همچنان ادامه دارد. گونه‌های متفاوت موشک اگزوسه از کشتی، زیر دریایی، آتشبارهای ساحلی و هواپیماها و هلیکوپترهای جنگی شلیک می‌شوند. اگزوسه در سال ۱۹۷۴ وارد نیروی دریایی ارتش فرانسه شده و از آن زمان تاکنون به کشورهای متعدد دیگری نیز صادر شده و در دهه ۱۹۸۰ در جنگ‌های ایران و عراق و جنگ فالکلند شرکت داشت.
اگزوسه با آشیانه‌یابی فعال راداری هدایت می‌شود و به یک کلاهک جنگی ۱۶۵ کیلوگرمی مسلح است. این موشک هوابه‌سطح و سطح‌به‌سطح از قابلیت حرکت در سطح آب برخوردار است و تازه‌ترین مدل سطح‌به‌سطح آن (ام‌ام۴۰ بلاک ۳) تا ۱۸۰ کیلومتر برد عملیاتی دارد. برای از میان بردن کشتی‌های جنگی کوچک و متوسط مانند ناوچه‌ها و ناوشکن‌ها طراحی شده اما با شلیک چندین فروند از آن می‌توان به کشتی‌های بزرگتر مانند ناوهای هواپیمابر هم آسیب رساند.
اگزوسه موشکی نسبتاً جمع‌وجور در کلاس خود محسوب می‌شود و نزدیکترین همتای اگزوسه از نظر مشخصات ظاهری و قابلیت‌ها موشک آمریکایی هم‌دورهٔ آن یعنی هارپون است. موشک‌های ضدکشتیِ سوئدی آربی‌اس-۱۵، چینی سی-۸۰۲، روسی خا-۳۵ و بریتانیایی سی ایگل از دیگر موشک‌های مشابه با اگزوسه به‌شمار می‌روند.

## تاریخچه
طراحی اگزوسه، که نام آن در فرانسوی به معنی پرنده‌ماهی است، از سال ۱۹۶۷ در شرکت هوانوردی نورد برای استفاده کشتی‌های جنگی آغاز شد. چند سال بعد شرکت‌های نورد و ایراسپیشیال ادغام شدند و ادامه طراحی و توسعه آن در ایراسپیشیال ادامه یافت. اگزوسه تا سال ۲۰۰۱ در ایراسپیشیال تولید شده و از آن به بعد خط تولید آن به شرکت بین‌المللی ام‌بی‌دی‌ای منتقل شد.

## مشخصات
اگزوسه از یک موتور راکتی سوخت جامد بهره می‌برد که سرعت موشک را به ۰٫۹۳ ماخ یعنی نزدیکی سرعت صوت می‌رساند. طول موشک ۴٫۷ متر و کالیبر آن ۳۵۰ میلی‌متر است. اولین مدل کشتی‌پایه این موشک یعنی ام‌ام۳۸ قادر بود کشتی‌های دشمن را از مسافت حداکثر ۴۲ کیلومتری هدف قرار دهد. در مدل هواپایه آام۳۹ برد عملیاتی موشک به ۵۰ تا ۷۰ کیلومتر (با توجه به ارتفاع و سرعت جنگنده یا هلیکوپتر و سرعت هدف) رسیده بود. جدیدترین نوع اگزوسه که با کد ام‌ام۴۰بلاک۳ شناخته می‌شود و از کشتی‌های جنگی و آتشبارهای ساحلی شلیک می‌شود از یک موتور توربوجت و تقویت‌کننده راکتی استفاده می‌کند و تا ۱۸۰ کیلومتر برد عملیاتی دارد.
اگزوسه به یک کلاهک جنگی ۱۶۵ کیلوگرمی مسلح است که از مواد منفجره خرج تهی ترکش‌دار پر شده و با فیوز مجاورتی و تأخیری تجهیز می‌شود.
چهارده نوع هواپیما و هلیکوپتر از جمله هلیکوپتر ماریتین، هلیکوپتر سوپرفریو و هواپیماهای آفندی جت استریک، میراژ اف-۱، میراژ ۲۰۰۰ و داسو رافال به این موشک مجهز می‌شوند.

## تاریخچه عملیاتی

### جنگ فالکلند

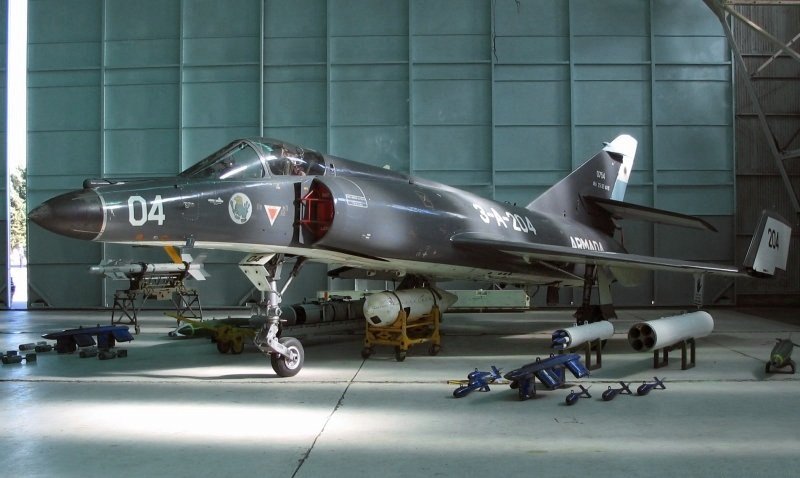
داسو-برگه سوپراتاندارد به شماره شناسایی Sue 204 از گُردان هوایی دوم نیروی دریایی آرژانتین که در تهاجم به کشتی تجاری آتلانتیک مورد استفاده قرارگرفت.

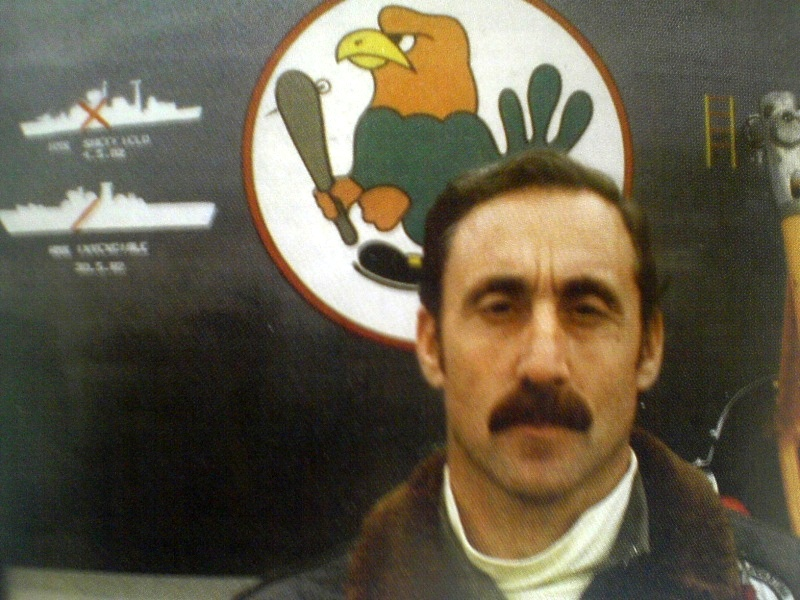
ستوان فرمانده آگوستو بیداکاراتز خلبان سوپراتاندارد که عملیات تهاجمی را علیه ناوشکن موشک‌انداز اچ‌ام‌اس شفلید رهبری نمود.

در ۴ مه ۱۹۸۲ (۱۴ اردیبهشت ماه ۱۳۶۱) و در طی جنگ فالکلند یک موشک هواپرتاب آام۳۹ اگزوسه شلیک شده از یک داسو-برگه سوپراتاندارد متعلق به نیروی دریایی آرژانتین، به ناوشکن موشک‌انداز اچ‌ام‌اس شفلید از ناوگان نیروی دریایی سلطنتی اصابت نموده، به آن خساراتی وارد نمود که منجر به غرق شدن شناور مذکور گردید. در ۲۵ مه همان سال کشتی تجاری ۱۵٬۰۰۰تنی آتلانتیک مورد اصابت دو اگزوست شلیک شده از یک سوپراتاندارد قرارگرفت.
دو موشک کشتی به کشتی ام‌ام۳۸ از ناوشکن آارآ سِگوی (ناوشکن کلاس الن ام. سامنر سابق نیروی دریایی ایالات متحده)، برداشته شد و برای پرتاب از زمین به یک پرتابگر زمینی منتقل شد.
این موشک‌ها در ۱۲ ژوئن ۱۹۸۲ پرتاب شدند و یکی از آنها به ناوشکن اچ‌ام‌اس گلامورگان اصابت کرد.

#### اچ‌ام‌اس شفیلد

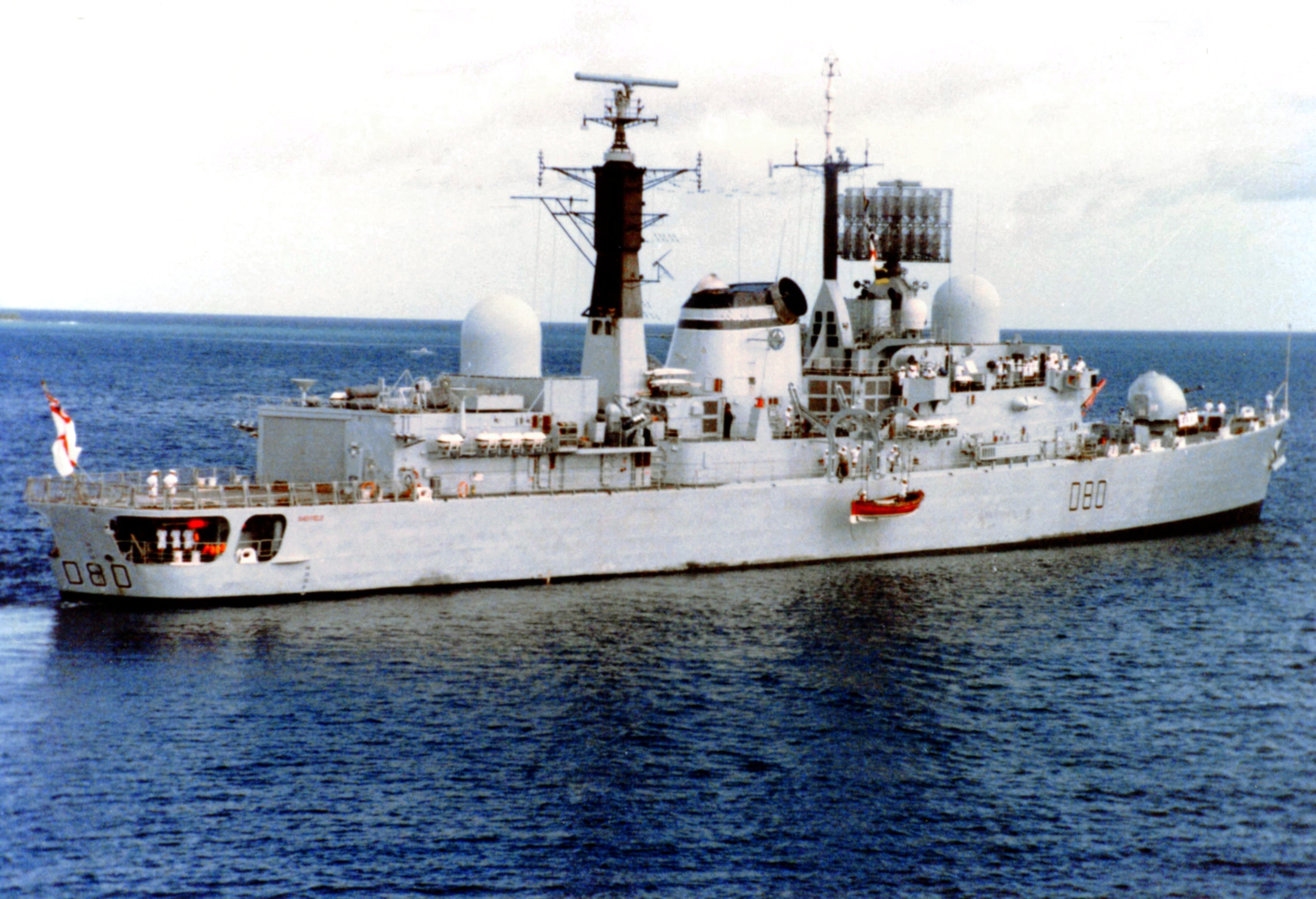
ناوشکن موشک‌انداز اچ‌ام‌اس شفلید در دیگو گارسیا فوریه ۱۹۸۲.

شفیلد یک ناوشکن موشک انداز تیپ ۴۲ بود. در ۴ مه ۱۹۸۲، شفیلد که در وضعیت دیدبانی دفاعی (آمادگی درجه دو) در اقصی نقطه جنوبی از سه ناوشکن نوع ۴۲ قرار داشت، مورد اصابت یکی از دو موشک آام۳۹ هواپرتاب اگزوسه که از جنگنده‌های ضربتی سوپر اتاندارد نیروی دریایی آرژانتین شلیک شده بود، قرار گرفت. موشک دوم در فاصله نیم مایلی از بدنه کشتی به دریا برخورد نمود.
موشکی که به شفیلد برخوردکرد، به سمت راست عرشه دوم طبقه اصابت نمود، از میان سالن غذاخوری افسران جزء عبور نموده و در دیواره موتورخانه یدکی/موتورخانه جلویی در فاصله ۲٫۴ متری (۷ فوت و ۱۰ اینچ) سطح دریا نفوذ کرده و حفره ای در دیواره کشتی به ابعاد ۱٬۲ در ۳ متر (۴ در ۱۰ فوت) ایجاد نمود. این در حالی بود که سرجنگی موشک منفجر نشد. ۲۱نفر از خدمه کشتی کشته شده و ۲۶ نفر زخمی شدند.نهایتا این ناوشکن در ۱۰ ماه مه در موقعیت جغرافیایی۵۳°۰۴′ جنوبی ۵۶°۵۶′ غربی / ۵۳٫۰۶۷°جنوبی ۵۶٫۹۳۳°غربی غرق شد. از دست رفتن شفیلد شوکی عمیق برای مردم و دولت بریتانیا بود.
گزارش رسمی هیئت تحقیق نیروی دریایی سلطنتی نشان می‌دهد که بر اساس شواهد ،کلاهک جنگی موشک منفجر نشده است. در طول چهار روز و نیمی که کشتی شناور ماند، پنج بازرسی از آن انجام شده و تعدادی عکس گرفته شد. بر اساس مصاحبه‌های انجام شده با خدمه کشتی و اذعان متخصصان اگزوسه در این مورد (در جنگ فالکلند نیروی دریایی سلطنتی ۱۵ کشتی رزمی مجهز به موشک اگزوسه در اختیار داشت)، هیچ شواهدی از انفجار وجود نداشت. اگرچه احتراق سوخت موشک باعث آتش‌سوزی شد که قابل بررسی نبود زیرا تجهیزات آتش‌نشانی از کار افتاده بودند.

#### اس اس آتلانتیک

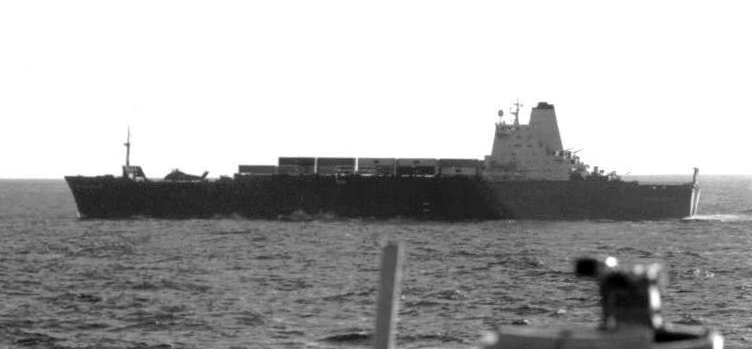
کشتی اس‌اس آتلانتیک در حال نزدیک شدن به فالکلند در حدود ماه مه ۱۹۸۲.

اس اس آتلانتیک یک کشتی کانتینری رو-رو ۱۴٬۹۵۰ تنی بود که عجولانه برای حمل هواگردها روی عرشه خود تبدیل شده بود. این
شناور بالگردها و تدارکات، از جمله بمب‌های خوشه ای را حمل می‌نمود. دو موشک اگزوسه به سمت یک ناوچه شلیک شده بود، اما پدافند ناوچه موشک‌ها را منحرف نموده و موشک‌ها به جای آن کشتی آتلانتیک را دوباره هدف قرار دادند. هر دو موشک به آن شناور اصابت نموده و کلاهک‌های جنگی یا پس از نفوذ به دیواره کشتی، یا در اثر برخورد با آن، منفجر شدند. به شهادت شاهزاده اندرو، این انفجارها باعث «پاشیدن آب در حدود یک چهارم مایل دورتر» شد. دوازده تن از خدمه کشتی کشته شدند و بازماندگان به ناو هواپیمابر اچ‌ام‌اس هرمس منتقل گردیدند. کشتی تدارکاتی آتلانتیک سه روز بعد غرق شد.

### جنگ ایران و عراق
عراقی‌ها در جنگ ایران و عراق به‌طور گسترده‌ای از این موشک علیه کشتی‌های نظامی و غیرنظامی ایران استفاده کردند و چندین کشتی ایرانی از جمله دو فروند از ناوچه‌های سبک کلاس بایندر با این موشک‌ها غرق شدند. تعدادی از هلیکوپترهای سوپرفریو عراق و تعدادی از میراژ اف-۱‌هایی که در اواخر جنگ به عراق تحویل شدند، قابلیت شلیک این موشک را داشتند. فرانسوی‌ها پیش از تحویل میراژ اف-۱های سازگار با اگزوسه، پنج فروند هواپیمای ضدکشتی سوپراتاندارد نیروی دریایی خود را به عراق اجاره داده بودند. در جنگ نفتکش‌ها در جریان جنگ ایران و عراق در سال ۱۹۸۷ یک جنگنده میراژ اف-۱ عراقی با شلیک دو موشک اگزوسه ناوچه آمریکایی یواس‌اس استارک را دچار صدمه جدی کرد.

## هدایت موشک
این موشک کروز ابتدا با ناوبری اینرسیایی به سوی هدف پرواز کرده و رادار آن زمانی روشن می‌شود که هدف در محدودهٔ برد راداری موشک قرار بگیرد. هدایت موشک سپس به شیوهٔ آشیانه‌یابی فعال راداری تغییر حالت می‌دهد. امواج رادار هدف را پیدا کرده و موشک را به سوی آن هدایت می‌کنند.

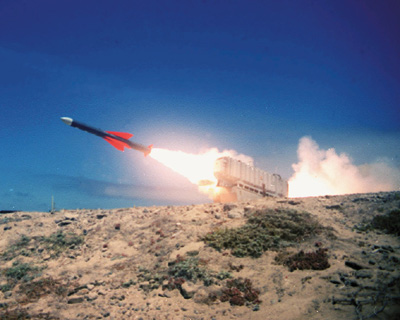
شلیک اگزوسه

اگزوسه برای جلوگیری از آشکارگی راداری و گرمایی و مواجه نشدن با با پدافند هوایی دشمن در ارتفاع بسیار پایین حرکت می‌کند. این موشک به یک ارتفاع‌سنج راداری مجهز است که در ۴ کیلومتری محل پرتاب ارتفاع را در حدود ۱۰ متری سطح دریا تنظیم می‌کند و با سرعت ۰٫۹ ماخ ادامه مسیر می‌دهد. در مرحله پایانی پرواز ارتفاع باز هم کاهش پیدا می‌کند. به طوری‌که موشک در صورت آرامش دریا فقط یک تا دو متر با سطح آب فاصله می‌گیرد تا در افق راداری کشتی قرار نگیرد. در نتیجه تا قبل از آنکه اگزوسه به ۶ کیلومتری کشتی مورد نظر برسد، حداقل توسط رادارهای کشتی مورد نظر دیده نخواهد شد. پس از آن نیز سیستم‌های دفاع هوایی نزدیک کشتی زمان بسیار کمی برای واکنش در اختیار دارند.

## مدل‌ها
نوع کشتی‌پایه این موشک که با کد ام‌ام ۳۸ شناخته می‌شود، در سال ۱۹۷۵ وارد خدمت رسمی در نیروی دریایی فرانسه شد. طراحی نوع هواپایه که با کد آام ۳۹ شناخته می‌شود نیز در سال ۱۹۷۴ آغاز شده و در سال ۱۹۷۹ تحویل نیروی دریایی فرانسه گشت.
مدلی از این موشک هم برای استفاده زیردریایی‌ها تولید شده که با کد اس‌ام ۳۹ شناخته می‌شود. در این مدل موشک در یک کپسول ضدآب قرار دارد و پس از خروج از آب از کپسول خارج شده و موتور موشک روشن می‌شود.
مدل کشتی‌پایه و زمین‌پایه ام‌ام ۴۰ هم آخرین مدل اگزوسه است که برای استفاده کشتی‌های جنگی و آتشبارهای ساحلی ساخته شده و جایگزین مدل ام‌ام ۳۸ شده است. ام‌ام۴۰ بلاک۳ قابلیت هدایت از طریق فرمان‌های راهبری جی‌پی‌اس را نیز دارد و امکان استفاده از آن علیه اهداف زمینی وجود دارد. علاوه بر نیروی دریایی فرانسه کشورهای قطر، امارات، عمان، پرو، یونان، اندونزی و مراکش نیز ام‌ام ۴۰بلاک۳ را برای نیروی دریایی خود سفارش داده‌اند.

## کاربران

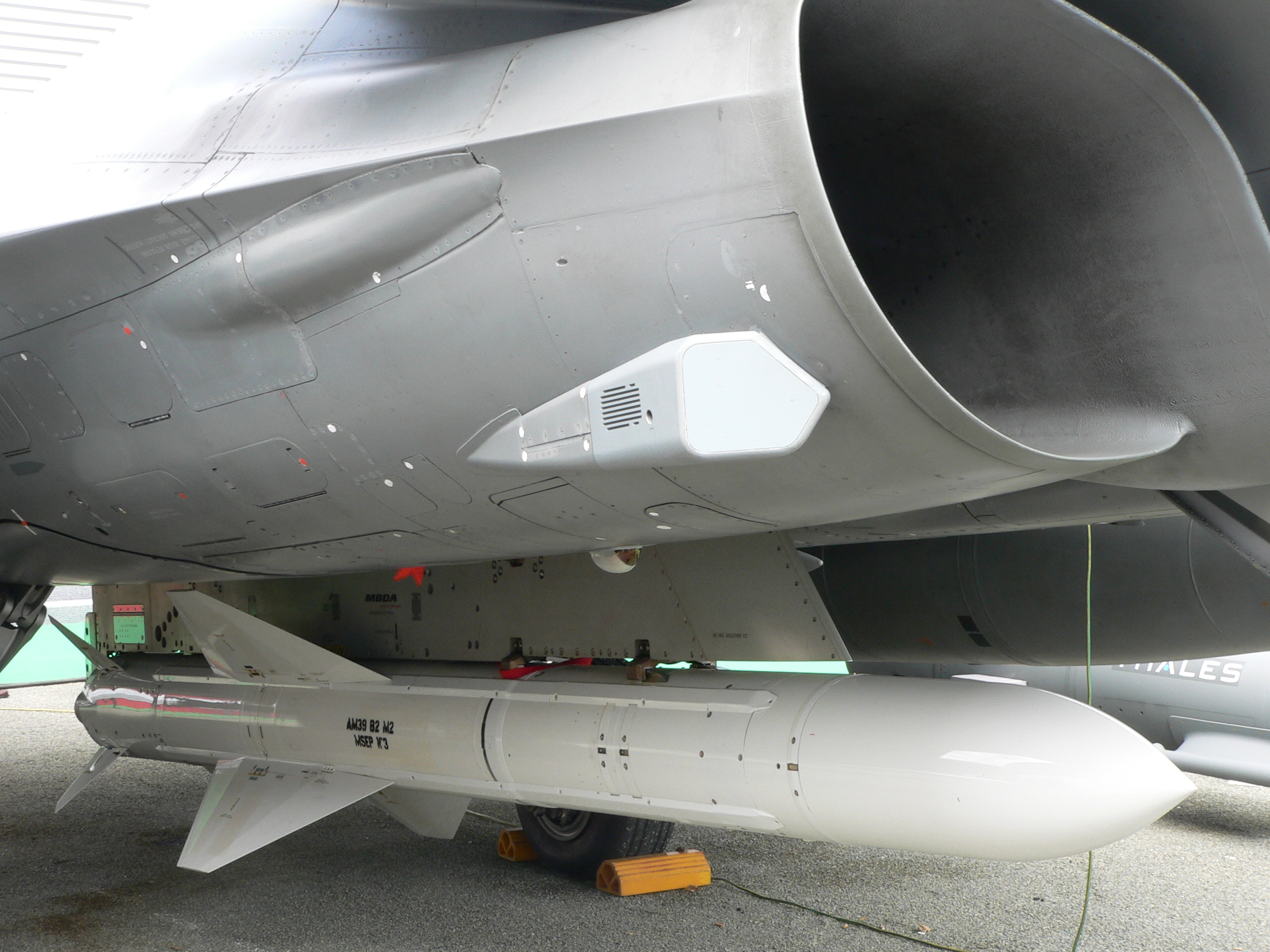
یک اگزوسه در زیر داسو رافال

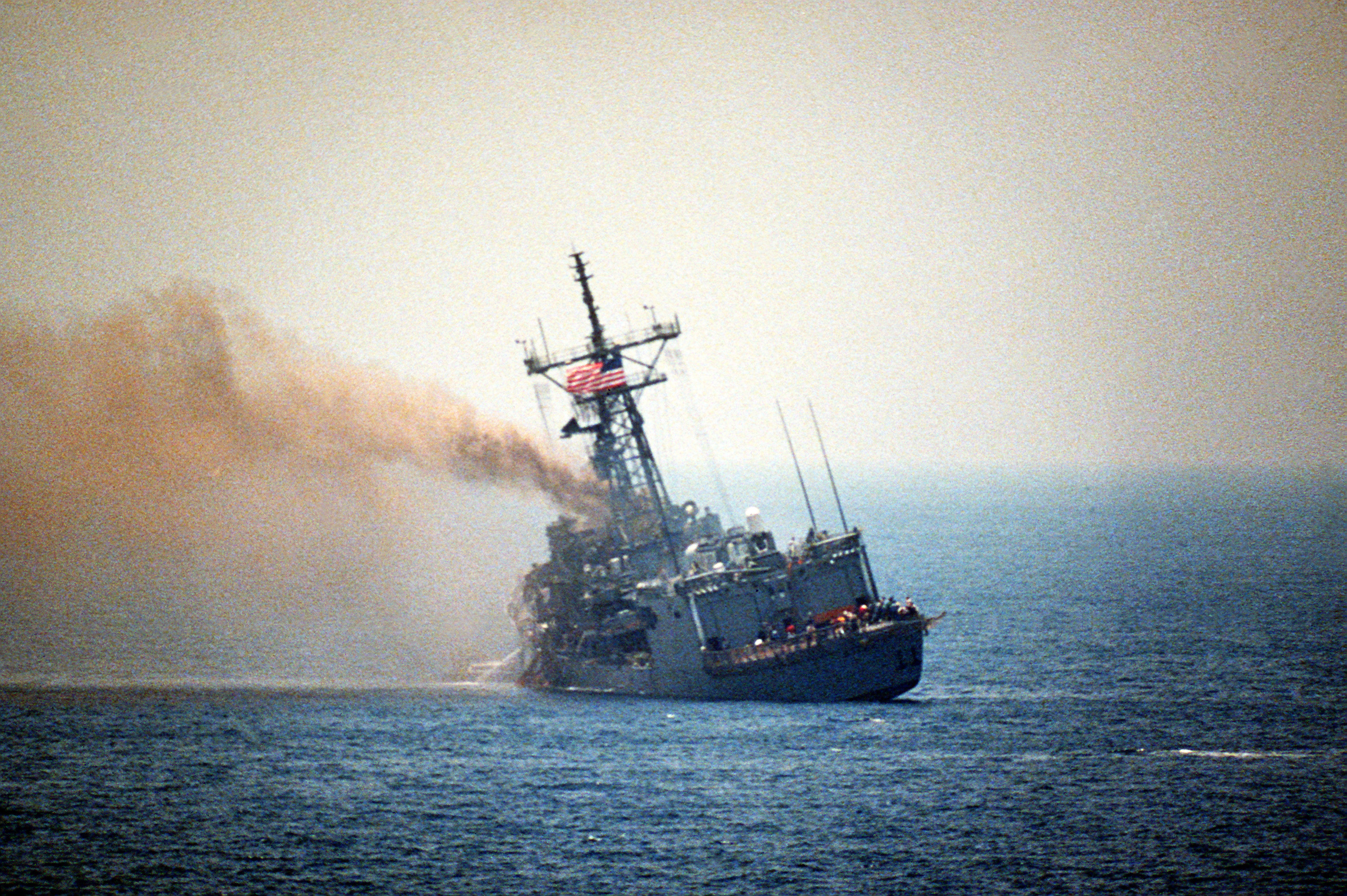
ناوچه یواس‌اس استارک پس از برخورد دو اگزوسه جنگنده عراقی، ۱۹۸۷

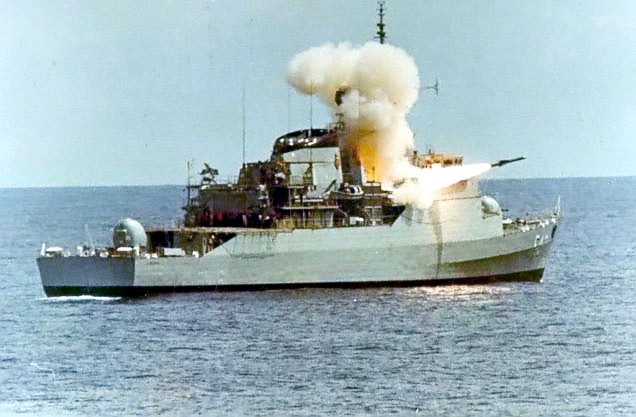
شلیک ام‌ام۳۸ از ناوچه برزیلی اف۴۳ لیبرال

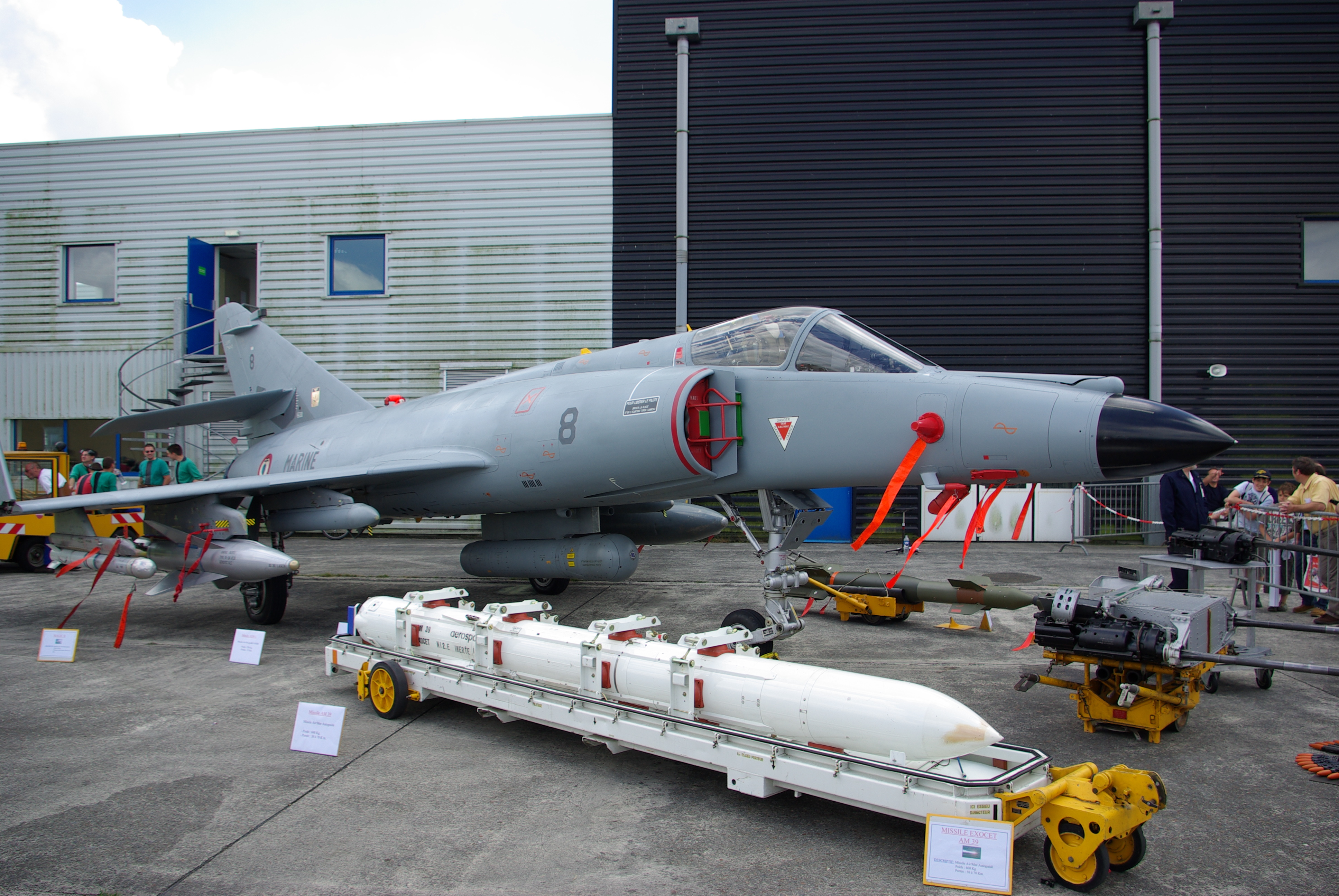
اگزوسه و دیگر تسلیحات هواپیمای تهاجمی ضدکشتی سوپراتاندارد

### کاربران کنونی
آرژانتین
 برونئی
 بلغارستان
 برزیل
 کامرون
 شیلی
 کلمبیا
 قبرس
 اکوادورام‌ام۴۰
 مصر ام‌ام۳۸، ام‌ام ۴۰ و آام۳۹
 فرانسه
 آلمانام‌ام۳۸ که بایستی با آربی‌اس ۱۵ جایگزین شود.
 یوناننیروی دریایی - ام‌ام۳۸، ام‌ام۴۰ بلاک ۲ و ۳
نیروی هوایی - آام۳۹
 اندونزیام‌ام۴۰ بلاک۲ بر روی ناوچه‌های سبک کلاس سیگما
 هندنیروی دریایی
 ایرانآام-۳۹های عراقی را به همراه میراژ اف-۱های عراقی که به ایران پناهنده شدند بدست آورد.
 کویت
 لیبی
 مالزینیروی دریایی - ام‌ام۳۸، ام‌ام ۴۰، اس‌ام۳۹ (بر روی زیردریایی‌ها)
 مراکشنیروی دریایی - ام‌ام۳۸، ام‌ام ۴۰،
نیروی هوایی - آام۳۹
 عمان
 پاکستاننیروی هوایی- آام۳۹ (بر روی میراژ ۵ (مدل حمایت دریایی)
نیروی دریایی - اس‌ام۳۹ (بر روی زیردریایی‌های آکوستا)، آام۳۹ (بر روی هواپیماهای گشت و مراقبت دریایی)
 پرونیروی دریایی - ام‌ام۳۸ , AM39, MM40
 قطر
 آفریقای جنوبینیروی دریایی
 کره جنوبینیروی دریایی
 تایلندنیروی دریایی - ام‌ام۳۸
 ترکیهMM38
 امارات متحده عربینیروی دریایی
 اروگوئه
 ونزوئلانیروی هوایی - AM39 (بر روی داسو میراژ ۵۰)

### کاربران سابق
بلژیکدر ناوچه‌هایی که سال ۲۰۰۸ به بلغارستان فروخته شد استفاده می‌شد.
 عراقنیروی هوایی عراق - AM39 بر روی میراژ اف۱ که در جنگ ایران و عراق استفاده شد.
 بریتانیانیروی دریایی تا سال ۲۰۰۲ که آخرین کشتی جنگی مجهز به مدل ام‌ام۳۸ این موشک بازنشسته شد.